# Мондаи
Мондаи (порт. Mondaí) — муниципалитет в Бразилии, входит в штат Санта-Катарина. Составная часть мезорегиона Запад штата Санта-Катарина. Входит в экономико-статистический микрорегион Сан-Мигел-ду-Уэсти. Население на 2006 год составляет 8302 человека. Занимает площадь 235 км². Плотность населения — 41,3 чел./км².

## Статистика
- ВВП на 2003 год составляет 94 026 773 реалов (данные: Бразильский институт географии и статистики).
- ВВП на душу населения на 2003 год составляет 11 064,58 реалов (данные: Бразильский институт географии и статистики).
- Индекс развития человеческого потенциала на 2000 год составляет 0,809 (данные: Программа развития ООН).